# کالن لندیس
کالن لندیس (انگلیسی: Cullen Landis؛ ۹ ژوئیهٔ ۱۸۹۶ – ۲۶ اوت ۱۹۷۵) یک کارگردان اهل ایالات متحده آمریکا بود.